# Campionati africani di atletica leggera 2012 - Getto del peso maschile
Il concorso del getto del peso maschile ai campionati africani di atletica leggera di Porto-Novo 2012 si è svolto il 27 giugno presso lo Stade Charles de Gaulle di Porto-Novo, in Benin.

## Medagliere
| Oro     | Burger Lambrechts Sudafrica |
| Argento | Orazio Cremona Sudafrica    |
| Bronzo  | Yasser Ibrahim Farag Egitto |

## Programma
| Data           | Ora   | Evento |
| -------------- | ----- | ------ |
| 27 giugno 2012 | 15:50 | Finale |

## Risultati

### Finale
| Class   | Atleta                  | Nazione        | #1    | #2    | #3    | #5    | #5    | #6    | Risultati | Note |
| ------- | ----------------------- | -------------- | ----- | ----- | ----- | ----- | ----- | ----- | --------- | ---- |
| Oro     | Burger Lambrechts       | Sudafrica      | 19.51 | 19.48 | x     | –     | –     | x     | 19.51     |      |
| Argento | Orazio Cremona          | Sudafrica      | 17.12 | 19.19 | 18.90 | x     | x     | x     | 19.19     |      |
| Bronzo  | Yasser Ibrahim Farag    | Egitto         | 18.71 | 18.17 | 18.78 | x     | x     | –     | 18.78     |      |
| 4       | Jaco Engelbrecht        | Sudafrica      | 17.85 | 17.91 | x     | x     | x     | x     | 17.91     |      |
| 5       | Franck Elemba Owaka     | Rep. del Congo | x     | 16.12 | 16.19 | x     | 16.23 | x     | 16.23     |      |
| 6       | Emmanuel Asante-Ofori   | Ghana          | 15.47 | 16.01 | 15.94 | 14.85 | x     | x     | 16.01     |      |
| 7       | Kenechukwu Ezeofor      | Nigeria        | 15.68 | 15.26 | 15.93 | x     | 14.70 | 14.69 | 15.93     |      |
| 8       | Essohounamondom Tchalim | Togo           | 15.34 | 15.63 | x     | 15.67 | 14.22 | 14.52 | 15.67     |      |
| 9       | Lucionni Mve            | Gabon          | x     | 15.45 | 13.80 |       |       |       | 15.45     |      |
| 10      | Romainio Houndeladji    | Benin          | 13.89 | 13.79 | 13.32 |       |       |       | 13.89     |      |
| 11      | Timothee Lengani        | Burkina Faso   | 12.80 | 13.28 | 13.37 |       |       |       | 13.37     |      |